# Lockvogel der Nacht
Lockvogel der Nacht ist ein deutsches Filmmelodram aus dem Jahre 1959 von Wilm ten Haaf mit Erika Remberg, Peter van Eyck und Peter Mosbacher in den Hauptrollen. Die Geschichte liegt einem angeblichen Tatsachenbericht („Lockvogel Ingeborg“) von Heinz Karolus zugrunde.

## Handlung
Der wenig skrupelbehaftete Klaus Petzold hat ein ganz besonderes Geschäftsmodell entwickelt: Mit seiner Firma, die sich nach außen hin als normale Detektei gibt, ist er die logische Konsequenz und zugleich Kontrapunkt zur Einrichtung Eheanbahnungsinstitut. Während die einen dafür sorgen, zwei Menschen unter die Haube zu bringen, bietet Petzold mit seinem Frankfurter Etablissement einen Service an, der der Kundschaft eine angestrebte Scheidung erleichtern soll. Seine Klientel sind vor allem scheidungswillige Damen der Gesellschaft, die ihren Alten schnellstmöglich auf legale Weise loswerden wollen. Dabei handelt es sich überwiegend um Ehegatten, die sich der angestrebten Trennung (aus finanziellen oder Image-Gründen) verweigern oder bei den Unterhaltszahlungen über alle Maße zu knausern beginnen. Petzold und sein halbseidener Kompagnon Albert Zanecki zeigen der Damenwelt einen Ausweg: sie liefern handfeste Scheidungsgründe und halten selbige auf Zelluloid fest !
Mit der verführerischen, lasziven Else Bary, die offiziell als Sekretärin Petzolds arbeitet, hat der gewiefte Dienstleister auch eine entsprechende Dame in seinem Hause, die versuchen soll, als Lockvogel der Nacht, wie der Filmtitel insinuiert, scheidungsunwillige Herren aufs Glatteis, sprich: in verfängliche Situationen zu bringen, um bei entsprechender Gelegenheit kompromittierende Fotos zu schießen. Damit erhalten die auftraggebenden Damen Beweise ehelicher Untreue, mit denen sich die angestrebte Scheidung vor Gericht leicht beschleunigen ließe. Ein Schuldspruch für den Mann vor Gericht hat auch sehr handfeste finanzielle Auswirkungen bei der Festlegung der Höhe der anstehenden Unterhaltszahlungen. Else gerät jedoch mit ihrer Arbeit zunehmend in Gewissenskonflikte und gibt, nach einem handfesten Krach mit ihrem Chef, infolgedessen ihre Anstellung bei Petzold auf. Der ist daraufhin gezwungen, schnellstmöglich für Ersatz zu sorgen, zumal eine neue Klientin, die schwerreiche Lea Amsel, ihres Zeichens Gattin des Modemoguls Karl Amsel Petzolds Dienste in Anspruch nehmen möchte. In einem Café spricht Detekteichef Petzold die Bedienung Ingeborg an. Ingeborg lebt in ärmlichen Verhältnissen und muss sich mit ihrer Kollegin Betty ein Zimmerchen teilen. So hat Petzold nicht allzu große Probleme, Ingeborg, die nun auf sehr viel bessere Verdienste hofft, abzuwerben und auf Karl Amsel anzusetzen. Der zeigt sich zunächst auch durchaus willig, auf die für ihn ausgelegte Leimrute zu gehen …

## Produktionsnotizen
Lockvogel der Nacht entstand im März/April 1959 in den CCC-Studios von Berlin-Spandau und wurde am 7. Mai 1959 im Münchner Universum-Kino uraufgeführt.
Helmut Ungerland hatte die Herstellungsleitung, die Filmbauten schufen Otto Erdmann und Kurt Herlth. Walter Kraatz entwarf die Kostüme. Erwin Schänzle war Cheftontechniker. Walter Hrich führte die Kamera unter Chefkameramann Karl Schröder.
Für die 1940er-Jahre-Diva Maria Holst, auf dem Höhepunkt ihres Ruhms Star mehrerer Willi-Forst-Produktionen, war Lockvogel der Nacht der Abschluss ihrer Leinwandkarriere.

## Kritik
Im Filmdienst heißt es: „Romanverfilmung, von einem seltenen Aufgebot schauspielerischen Mittelmaßes kläglich vorgetragen.“